# Aphis rutae
Aphis rutae är en insektsart. Aphis rutae ingår i släktet Aphis och familjen långrörsbladlöss. Inga underarter finns listade i Catalogue of Life.